# Capsule (band)
Capsule (カプセル, Kapuseru) is een Japans elektronikaduo bestaande uit Toshiko Koshijima en Yasutaka Nakata.

## Ontstaan
De band werd gevormd in november 1997 nadat Nakata Yasutaka en Koshijima Toshiko elkaar ontmoetten op het Teens' Music Festival. Hun eerste single was "Sakura" die in maart 2001 werd uitgegeven door Yamaha Music Communications.
Capsule is vooral bekend omdat programma's zoals Utawara Hot Hit 10 en Hello! Morning hun muziek mogen gebruiken.
Hun twaalfde studioalbum zou eerst onder de naam KILLER WAVE op 23 maart 2011 worden uitgebracht. De uitgave van het album werd echter uitgesteld tot 25 mei 2011 vanwege de zeebeving van Sendai en kreeg uiteindelijk World of Fantasy als naam.